# Morte cerebrale
La morte cerebrale è un quadro clinico con diagnosi di morte.
La morte ha inizio con la cessazione irreversibile di tre funzioni: cardiocircolatoria, respiratoria e nervosa. Rappresentando la morte un evento unitario, da qualsiasi punto di vista la si veda, è più corretto parlare di criteri di diagnosi di morte cardiologici, respiratori e neurologici.

## Storia
La prima definizione di coma irreversibile fu elaborata nel 1968 da un comitato creato ad hoc dell'Harvard Medical School. I criteri di Harvard per l'accertamento della morte cerebrale sono poi diventati la base di tutte le legislazioni nazionali.
Con questi criteri si stabilisce quando è lecito "staccare la spina" e interrompere la rianimazione perché il paziente è clinicamente morto. I criteri di Harvard sono anche la base per le leggi in materia di trapianti: gli organi sono prelevabili dal donatore, dopo l'accertamento della morte cerebrale.
Il concetto di morte cerebrale veniva introdotto nel mondo scientifico in contemporanea ai primi trapianti nella storia della medicina. La maggior parte degli organi non può essere prelevata da cadavere, per cui i criteri di accertamento della morte naturale (arresto dell'attività cardiaca e della circolazione sanguigna) non consentivano questo tipo di interventi. L'introduzione del concetto di morte cerebrale forniva una legittimazione scientifica per poter effettuare i trapianti. Alcuni studiosi di bioetica, per esempio Peter Singer, affermano che un problema etico-giuridico è stato risolto con una presunta definizione scientifica e, pertanto, suggeriscono di estendere questo criterio anche a coloro che si trovano in stato vegetativo permanente, definendo quest'ultimo "morte corticale". Hans Jonas è stato uno dei primi filosofi a occuparsi del tema, nell'ambito della bioetica clinica e dell'etica della responsabilità. I dubbi di Jonas si concentrano sul rischio di un'affrettata nuova definizione della morte con lo scopo di rendere il cadavere umano disponibile ad ogni sorta di uso ed abuso, dalla possibilità di salvare vite tramite il prelievo di organi in perfetto stato, al suo sfruttamento come "macchina biologica" per la produzione di tessuti e/o come mezzo per testare farmaci e addestrare le nuove leve di chirurghi.
Nel 1968, anno in cui la definizione è stata elaborata, non andavano però sviluppandosi solamente i trapianti. Le tecniche diagnostiche avevano fatto progressi tali da mettere a disposizione nuovi strumenti per conoscere meglio le attività del cervello e le fasi della morte umana. Le tecniche di rianimazione erano progredite a livelli tali da poter tenere artificialmente i pazienti in vita in molti più casi e molto più a lungo di prima. In questo senso, l'introduzione del concetto di morte cerebrale non viene vista solo come fine e strumentale alla diffusione dei trapianti d'organo. I progressi nelle tecniche di rianimazione ponevano da sé un nuovo problema: se e quando è lecito interrompere le cure di un paziente in stato vegetativo.
Dal 27 febbraio a 1º marzo 1975, si è tenuto a L'Avana (Cuba) il secondo simposio internazionale sulla morte cerebrale.
In Italia, con la legge 644/75 del 2 dicembre 1975 si dice testualmente che
Si parla quindi di cardiogramma, poiché viene da sé che un encefalo non ossigenato per venti minuti muore. 
Stessa cosa nel DPR 285/90 e nella GU n. 245 del 19 ottobre 1994.
La morte cerebrale può avere le seguenti cause: arresto cardiaco, ipossia, ictus, trauma fisico alla testa, infezioni encefaliche, tumori encefalici, ipotermia, ipertermia, ipoglicemia, iperglicemia, insonnia totale (insonnia familiare fatale).

## Accidenti cerebrali
Un paziente cerebralmente morto ha un elettroencefalogramma piatto, e ad un esame neurologico non dà alcun segno di funzioni cerebrali: nessuna risposta al dolore, niente riflessi dei nervi cranici (pupille fisse, niente riflesso oculocefalico né corneale) e niente respirazione spontanea.
È importante saper distinguere lo stato di morte da altre condizioni simili (intossicazione da barbiturici o da alcool, sovradosaggio di sedativi, ipotermia, ipoglicemia, coma o stato vegetativo cronico). Fra le tecniche di rianimazione per pazienti in stato simile alla morte cerebrale è oggetto di controversie scientifiche l'ipotermia cerebrale controllata, utilizzata in Giappone, che sembra sia riuscita a rianimare, in alcuni casi, pazienti in stato di coma profondo.
Alcuni pazienti in coma possono recuperare funzionalità, e alcuni pazienti con gravi disfunzioni irreversibili possono mantenere certe funzioni cerebrali inferiori, come la respirazione spontanea.
In un paziente decerebrato il tessuto cerebrale è necrotico e si determinano un edema del tessuto e un aumento della pressione intracranica, che impediscono la circolazione del sangue nel cranio stesso.
La morte cerebrale non è solo la perdita delle funzioni neocorticali ma anche del tronco encefalico: per questo l'anencefalia, una malformazione in cui il cervello superiore non è presente, non è generalmente definita morte cerebrale, sebbene sia una condizione certamente irreversibile in cui può essere appropriato spegnere il supporto vitale.
L'attività elettrica del cervello può arrestarsi completamente (tracciato piatto) anche durante un'anestesia molto profonda o durante un arresto cardiaco, ma non solo per questo i pazienti risultano decerebrati; la morte cerebrale si riferisce alla cessazione permanente e irreversibile dell'attività cerebrale.
 Per questo motivo, l'accertamento della morte cerebrale richiede l'assenza di attività ripetuta, rilevata in un periodo di tempo significativo, come 30 minuti di inattività per 2 volte nell'arco di 6 ore.
Molte persone rianimate dopo essere state per alcuni momenti in questo stato hanno riferito esperienze di quasi-morte, la natura delle quali è controversa.

## Fine della coscienza
Si presume che la cessazione permanente dell'attività elettrica cerebrale segni la fine della coscienza: coloro che sostengono che la sola neocorteccia del cervello sia la responsabile della coscienza ipotizzano che si dovrebbe considerare la sola attività elettrica di quest'ultima per stabilire la morte. Questo non è valido nella maggior parte dei Paesi, tra i quali l'Italia, dove oltre all'assenza dell'attività elettrica, sono necessari l'assenza dei riflessi del tronco encefalico e dell'attività respiratoria spontanea (Decreto ministeriale 11 aprile 2008).

## La diagnosi legale della morte cerebrale
La morte è una diagnosi e non un giudizio prognostico.
I criteri legali variano da paese a paese, ma risultano comunque molto simili. In Italia è necessario un collegio di tre medici: un medico legale, uno specialista in anestesia e rianimazione e un neurologo.
La maggior parte delle donazioni per il trapianto di organi viene fatta in stato di morte cerebrale. In questo caso il donatore viene tenuto sotto supporto funzionale fino al prelievo degli organi da trapiantare.
I protocolli per l'accertamento della morte cerebrale includono l'elettroencefalogramma, un controllo dei riflessi muscolari sotto stimolazione e dell'impossibilità di respirazione autonoma, che permettono di distinguere il coma irreversibile dallo stato vegetativo, nel quale il trapianto non viene effettuato.
I protocolli di Harvard ispirano ancora oggi la maggior parte delle legislazioni in materia di accertamento della morte cerebrale, fra le quali la legge italiana. Queste norme non impongono l'utilizzo delle più moderne tecniche di stimolazione cerebrale, tecniche di immagine e delle più avanzate strumentazioni per rilevare l'esistenza di qualsiasi attività cerebrale.
Non sono previste altre tecniche che oggi permettono di visualizzare dall'interno l'attività cerebrale con immagini di alta qualità, e di meglio distinguere fra uno stato vegetativo all'apparenza senza vie d'uscita e uno "stato di coscienza minima", quali: PET, elettroencefalogramma ad alta densità, risonanza magnetica funzionale, stimolazione magnetica transcranica.
La comunità scientifica ha adottato nel tempo protocolli di accertamento più elaborati di quelli di Harvard, in seguito a nuove scoperte scientifiche.  Non tutti questi protocolli sono finalizzati a una risposta in merito alla morte cerebrale del tipo "sì/no", indispensabile per avviare un trapianto, quanto alla definizione di una serie di stati intermedi fra il coma irreversibile e la piena coscienza, e l'eventuale possibilità di terapie mirate di recupero. 

I centri di Liegi e Glasgow hanno definito una scala che permette di assegnare un punteggio ai pazienti in coma profondo, stato vegetativo e coscienza minima, inizialmente nel 1985 basata su test classici di stimolazione muscolare, ma nel 2002 hanno anche definito una nuova scala (Echelle de récupération de coma) che include esami clinici e test comportamentali.

## Legislazione sulla diagnosi di morte cerebrale

### In Italia
Nella legislazione italiana la materia è regolata dalla Legge 29 dicembre 1993, n.578 (norme per l'accertamento e la certificazione di morte), dal Decreto 22 agosto 1994, n.582 del Ministero della Sanità (regolamento recante le modalità per l'accertamento e la certificazione di morte) e dal Decreto 11 aprile 2008 (G.U. n.136 del 12/06/2008, 'Aggiornamento del decreto 22 agosto 1994, n. 582...').
La diagnosi di morte si esegue con un elettrocardiogramma in maniera continuativa per 20 minuti, come esprime la legge 578/93 (morte accertata con criteri cardiaci).
Nei soggetti affetti da lesioni encefaliche e sottoposti a misure rianimatorie la morte può essere accertata con 'criteri encefalici'.
In questi casi, la legge italiana prevede che una commissione, riunitasi dopo segnalazione del responsabile di reparto alla direzione sanitaria, esamini il paziente per due volte (all'inizio e al termine) in un intervallo di tempo prestabilito di sei ore (e non prima di 24 ore in caso di insulto anossico).
Tale commissione è costituita da:
- un medico legale, o in sua vece un medico di direzione sanitaria, o altrimenti un anatomopatologo;
- un anestesista-rianimatore;
- un neurofisiopatologo, oppure un neurologo o un neurochirurgo esperti in elettroencefalografia.

Le prove da ripetere per due volte sono:
- un elettroencefalogramma della durata di 30 minuti, con il paziente libero da effetti farmacologici che influiscano sullo stato di coscienza (in particolare niente barbiturici o benzodiazepine, né alterazioni della temperatura o della pressione del sangue);
- prova dei riflessi del tronco dell'encefalo:
  - riflesso corneale
  - riflesso oculo-vestibolare
  - riflesso oculo-cefalico (riflesso degli "occhi di bambola")
  - riflesso fotomotore
  - riflesso cilio-spinale
  - riflesso carenale: assenza di riflesso tussigeno alla stimolazione bronchiale
- Test di apnea con paziente libero da farmaci in grado di deprimere la respirazione (oppioidi o curari). Per dichiarare la assenza di minima funzionalità respiratoria autonoma (un ulteriore parametro per dichiarare la morte) la pressione di pCO2 deve salire oltre i 60 mm di Hg, e la acidità del plasma sanguigno deve salire, andando sotto al pH 7,40.

In caso di bambini di età inferiore ad un anno, o quando non siano valutabili i riflessi del tronco (es. per gravi traumi facciali), oppure l'EEG non sia affidabile per la presenza di artefatti non eliminabili, la legge richiede anche una valutazione del flusso ematico cerebrale (tramite ecografia doppler o arteriografia, o in alternativa con doppler transcranico; oppure con angioscintigrafia, o una tomografia computerizzata con mezzo di contrasto).

Il flusso ematico normale è pari a 55 ml/minuto per ogni 100 g di massa cerebrale (in media 2500 grammi). Sotto i 15-20 ml/min si va verso il silenzio elettrico corticale.
Il tempo di osservazione per l'accertamento della morte cerebrale è di 6 ore per ogni fascia d'età, come sancito dal decreto ministeriale del 2008 (precedentemente vi era una distinzione in 6 ore nell'adulto, 12 nel bambino sotto i 5 anni, 24 nel bambino sotto un anno).

## Posizioni nel mondo religioso
Diversi sono gli orientamenti assunti dalle varie religioni in materia di accertamento della morte cerebrale e di trapianti.

### Chiesa cattolica
La Chiesa cattolica non ha una posizione ufficiale in materia. Giovanni Paolo II ha fatto delle importanti considerazioni in occasione del 18º congresso internazionale della Transplantation Society, il 29 agosto 2000.
Nel documento dichiara che la morte avviene con la separazione dell'anima dal corpo, per cui è un evento non misurabile con nessuna tecnica scientifica. Ciò apre a una molteplicità di definizioni di morte, e potenzialmente al concetto di morte cerebrale. La scienza non è in grado di rilevare l'istante esatto della morte, ma quando una persona è ormai inevitabilmente prossima a tale evento.
"Può essere affermato che il criterio recentemente adottato per accertare l'avvenuta morte, detto della cessazione completa e irreversibile di qualsiasi attività cerebrale, se rigorosamente applicato, non è in conflitto con gli elementi essenziali di una sana antropologia."